# Richard Merton
Richard Merton (* 1. Dezember 1881 in Frankfurt am Main; † 6. Januar 1960 ebenda) war ein deutscher Industrieller, Stifter und Politiker.

## Leben und Werk
Merton war das jüngste Kind des Unternehmers Wilhelm Merton und seiner Ehefrau Emma Ladenburg, Tochter von Emil Ladenburg. Merton besuchte wie sein Bruder Alfred (1878–1954) das Lessing-Gymnasium. Nach dem Studium der Rechtswissenschaft und der Kameralistik trat er 1902 in die Berg- und Metallbank ein, eine Tochterfirma der Metallgesellschaft. Er lernte die ausländischen Filialen des damals weltweit verflochtenen Konzerns kennen und war von 1907 bis 1911 Mitglied des Aufsichtsrates. 1911 wurde er in den Vorstand der Metallgesellschaft berufen, nach dem Tode seines Vaters 1917 zum Vorsitzenden des Aufsichtsrates der Metallgesellschaft und der Metallbank.
Im Ersten Weltkrieg war Merton zunächst Frontoffizier, später Adjutant in der Militärverwaltung. Er trat in mehreren Denkschriften für einen vermittelnden Standpunkt in umstrittenen Fragen der Kriegswirtschaft ein. So befürwortete er die staatliche Zwangsbewirtschaftung der Nahrungsmittel, den Ausgleich mit den Gewerkschaften und die Begrenzung unternehmerischer Kriegsgewinne.
1919 war er Mitglied der deutschen Delegation bei den Friedensverhandlungen in Versailles. Aus Enttäuschung über die Folgen des Versailler Vertrags für die wirtschaftliche Lage Deutschlands zog er sich aus der Reichspolitik zurück und konzentrierte sich zusammen mit seinem Bruder Alfred auf die Unternehmensleitung der Metallgesellschaft. 1928 fusionierte die Metallgesellschaft mit der Metallbank und der Metallurgischen Gesellschaft. Merton wurde Vorsitzender des Vorstandes. 1930 übernahm die Metallgesellschaft unter seiner Führung die Vereinigten Deutschen Metallwerke (VDM).
Die kulturellen und sozialen Initiativen seines Vaters führte Merton in der Weimarer Republik fort. Als Stadtverordneter der DVP (1928–1933) stand er jedoch in politischem Gegensatz zur damaligen Frankfurter Stadtverwaltung unter Oberbürgermeister Ludwig Landmann, der er vorwarf, einem sozialen Engagement im Sinne seines Vaters die Grundlage zu entziehen. Merton war seit 1914 Mitglied des Kuratoriums der von seinem Vater geförderten Universität Frankfurt, löste sich jedoch mit einer Millionenspende von der Verpflichtung seines Instituts für Gemeinwohl zur kontinuierlichen Subvention der Hochschule. Merton trat zudem öffentlich gegen die Ausweitung kommunaler Gesellschaften ein, die er als System Landmann bezeichnete.
Von November 1932 bis März 1933 war Merton Reichstagsabgeordneter der DVP. Bis 1936 versuchte er, sich den neuen Machthabern anzupassen; er erwarb 1934 über das Institut ein Hitler verherrlichendes Gemälde des Reinhold Ewald: Ehrung der Arbeit oder Gruß an die deutsche Arbeit und schenkte es mit den Worten (ein) „dauerndes Erinnerungszeichen an die geschichtliche Periode, die wir erleben“ der Stadt Frankfurt, was in den Medien sehr wohlwollend kommentiert wurde.

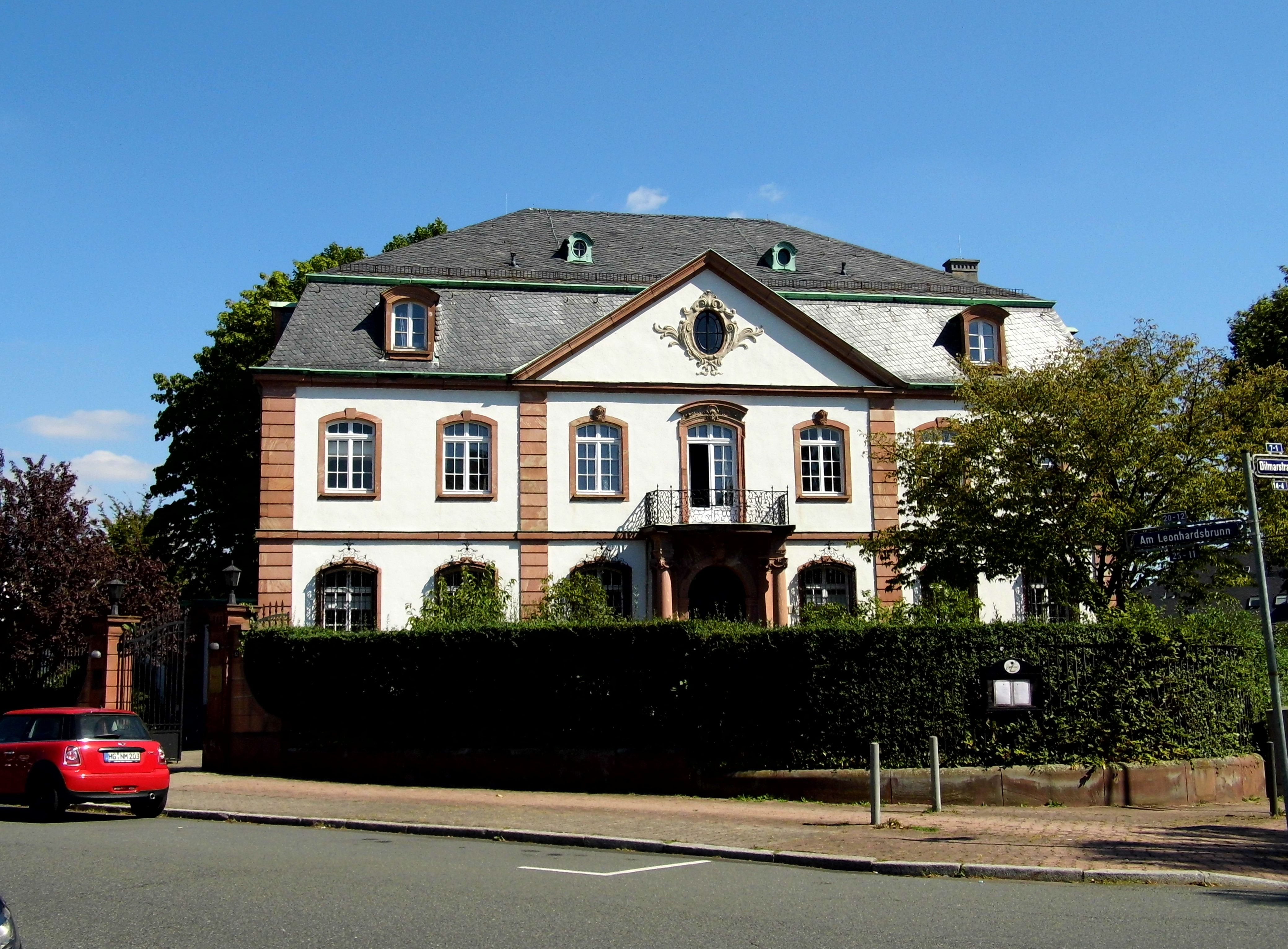
Frankfurt: Villa Merton

Ab 1936 wurde er vom NS-Regime wegen seiner jüdischen Abstammung nach und nach aus allen öffentlichen Ämtern vertrieben. 1938 wurde er drei Wochen lang im Konzentrationslager Buchenwald interniert und sein Vermögen konfisziert, darunter die 1927 von Anton Eyssen in der Straße Am Leonhardsbrunn 12-14 in Frankfurt-Bockenheim für ihn errichtete neubarocke Villa  Merton.
1939 gelang ihm mit Hilfe seiner zweiten Frau Elisabeth Prinzessin zu Sayn-Wittgenstein-Berleburg, geb. Prinzessin zu Löwenstein-Wertheim-Freudenberg, die Flucht nach England. Dort trat er publizistisch für Deutschland ein und beschäftigte sich mit den Möglichkeiten zum Wiederaufbau der deutschen Wirtschaft nach dem Krieg. 1948 kehrte er nach Frankfurt am Main zurück. Sein Vermögen erhielt er zurückerstattet, allerdings war seine Villa im  Zweiten Weltkrieg durch Bomben teilweise zerstört worden. Nach Kriegsende beschlagnahmte die US-Militärregierung der amerikanischen Besatzungszone eine Zeitlang die Villa und nutzte sie als Offiziersheim.
Merton wurde von der britischen Besatzungsmacht als Wirtschaftsminister einer künftigen deutschen Regierung vorgeschlagen, lehnte aber ab. Stattdessen konzentrierte er sich auf den Wiederaufbau der Metallgesellschaft, deren Aufsichtsratsvorsitzender er von 1950 bis 1955 war, und setzte sich als Mitglied wirtschaftspolitischer Organisationen für die internationale Zusammenarbeit ein. Merton war 1949 bis 1953 Vorsitzender des Stifterverbandes für die deutsche Wissenschaft und 1948 bis 1955 Präsident der deutschen Gruppe der Internationalen Handelskammer. 1952 gründete er die Frankfurter Gesellschaft für Sozialpolitik, 1956 stiftete er einen Lehrstuhl für Sozialpolitik an der Universität Frankfurt. Die Anteile am Institut für Gemeinwohl übernahm nach seinem Tod sein Stiefsohn Casimir Johannes Prinz zu Sayn-Wittgenstein-Berleburg.
Bereits 1953 hatte Merton die Villa Merton der Stadt Frankfurt am Main mit dem Ziel übertragen, „dort eine Stätte der internationalen Begegnung zu errichten. Aus dem American Press Club, dem ersten Nutzer, entwickelt sich 1956 der Union International Club (UIC).“ Die Stadt Frankfurt schloss 2021 mit dem Club einen über 60 Jahre laufenden Erbbaurechtsvertrag. Neben den Clubräumen des UIC und Gästezimmern befinden sich in dem Gebäude das von André Großfeld betriebene Gourmet-Restaurant und ein Bistro.

## Ehrungen
Für sein sozialpolitisches Engagement erhielt er zahlreiche Ehrungen: 1951 ernannte ihn die Universität Frankfurt zum Ehrensenator und er erhielt die Goethe-Plakette der Stadt Frankfurt am Main. 1956 wurde er mit dem Ehrenbürgerrecht seiner Vaterstadt ausgezeichnet und erhielt die Goethe-Plakette des Landes Hessen. Aus der Hand von Bundespräsident Dr. Theodor Heuss empfing er 1951 das Große Verdienstkreuz mit Stern der Bundesrepublik Deutschland. Sein Grab befindet sich auf dem Frankfurter Hauptfriedhof (Gewann II GG 10-11).